# Crossogaster ovata
Crossogaster ovata är en stekelart som beskrevs av Van Noort 1994. Crossogaster ovata ingår i släktet Crossogaster och familjen fikonsteklar.
Artens utbredningsområde är Uganda. Inga underarter finns listade i Catalogue of Life.